# (2082) Galahad
(2082) Galahad (7588 P-L) – planetoida z pasa głównego asteroid okrążająca Słońce w ciągu 5,01 lat w średniej odległości 2,93 au. Odkryta 17 października 1960 roku.